# Carolyn's Fingers
Carolyn's Fingers è un singolo del gruppo musicale britannico Cocteau Twins, pubblicato nel 1988 come estratto dal quinto album in studio Blue Bell Knoll.

## Promozione
Negli anni 90 il singolo è stato la colonna sonora degli spot pubblicitari della Honda Civic e della CR-V.